# Układ jednostek miar CGS
Układ jednostek miar CGS (Centymetr Gram Sekunda) nazywany bezwzględnym układem jednostek. Zastąpiony przez układ SI. Stosowano różne układy oparte na CGS m.in. es CGS czy em CGS.

## Jednostki
Jednostki podstawowe: centymetr (cm), gram (g), sekunda (s).
Jednostki pochodne:
- prędkości – cm na sekundę[1]
- przyśpieszenia – gal[3]
- ciśnienia – baria[4]
- siły – dyna[5]
- energii i pracy – erg[6]
- mocy – erg na sekundę[1]
- lepkości dynamicznej – puaz[1]
- lepkości kinetycznej – stokes[1]
- częstotliwości – herc[1]